# Aplosonyx quadripustulata
Aplosonyx quadripustulata is een keversoort uit de familie bladkevers (Chrysomelidae). De wetenschappelijke naam van de soort werd in 1877 gepubliceerd door Joseph Sugar Baly.